# Arthur Wilson (Admiral)

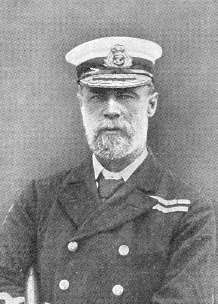
Admiral of the Fleet Sir Arthur Knyvet Wilson, 1911

Sir Arthur Knyvet Wilson, 3. Baronet, VC, GCB, OM, GCVO (* 4. März 1842 in Swaffham, Norfolk; † 25. Mai 1921 ebenda) war ein britischer Admiral of the Fleet der Royal Navy, der zuletzt zwischen 1910 und 1911 Erster Seelord war.

## Leben

### Ausbildung zum Seeoffizier und Aufstieg zum Admiral
Wilson war der dritte Sohn und das dritte von fünf Kindern von Rear-Admiral George Knyvet Wilson und dessen Ehefrau Agnes Mary Yonge. Sein zweitältester Bruder Roland Knyvet Wilson erbte 1874 von seinem Onkel Sir Archdale Wilson, 1. Baronet, den 1857 für diesen geschaffenen Adelstitel eines Baronet, of Delhi. Er selbst absolvierte seine schulische Ausbildung am renommierten Eton College und trat am 1. Juni 1855 als Naval Cadet in die Royal Navy ein. Nach Abschluss der Ausbildung zum Seeoffizier wurde er am 4. März 1861 zum Sub-Lieutenant befördert sowie am 11. Dezember 1861 zum Lieutenant. Am 18. September 1873 erfolgte seine Beförderung zum Commander sowie am 19. März 1880 zum Captain. Während der Schlachten von El Teb zeichnete er sich im Februar 1884 durch seine besondere Tapferkeit im Stab von Rear-Admiral William Hewett aus, wofür ihm am 20. Mai 1884 das Victoria-Kreuz (VC) verliehen wurde, die höchste Kriegsauszeichnung der Streitkräfte des Vereinigten Königreichs. Am 5. Januar 1888 wurde er Companion des Order of the Bath (CB).
Am 20. Februar 1895 erfolgte die Beförderung Wilsons zum Rear-Admiral. Als solcher wurde er 1897 Nachfolger von Vice-Admiral John Arbuthnot Fisher als Dritter Seelord und Kontrolleur der Marine (Third Naval Lords and Controllers of the Navy). Diesen Posten bekleidete er bis zu seiner Ablösung durch Rear-Admiral William May 1901. Daraufhin wurde er am 28. März 1901 zum Vice-Admiral befördert und übernahm als Nachfolger von Vice-Admiral Harry Rawson den Posten als Kommandeur des Ärmelkanal-Geschwaders (Senior Officer in Command of the Channel Squadron). Diese Funktion hatte er bis zu seiner Ablösung durch Vice-Admiral Charles Beresford 1903 inne. Zwischenzeitlich wurde er am 24. Juni 1902 zum Knight Commander des Order of the Bath (KCB) geschlagen, so dass er seither den Namenszusatz „Sir“ führte. Im Anschluss übernahm er 1903 von Vice-Admiral Gerard Noel den Posten als Oberkommandierender der Heimatflotte (Commander-in-Chief, Home Fleet), die 1904 in Kanalflotte (Channel Fleet) umbenannt wurde. Ferner wurde er am 11. August 1903 auch zum Knight Commander des Royal Victorian Order (KCVO) geschlagen.
Am 24. Februar 1905 wurde er zum Admiral befördert und übernahm von Admiral Beresford den Posten als Oberkommandierender der aus der Heimatflotte hervorgegangenen neuen Kanalflotte (Commander-in-Chief, Channel Fleet), während die bisherige Kanalflotte am 14. Dezember 1904 zur Atlantikflotte (Atlantic Fleet) reorganisiert wurde. Er hatte die Funktion als Oberkommandierender der Kanalflotte bis 1907 inne und wurde daraufhin erneut durch Admiral Beresford abgelöst. Am 11. August 1905 wurde er Knight Grand Cross des Royal Victorian Order (GCVO) sowie am 9. November 1906 Knight Grand Cross des Order of the Bath (GCB). Er wurde am 1. März 1907 zum Flottenadmiral (Admiral of the Fleet) befördert und als solcher in den Ruhestand versetzt.

### Flottenadmiral, Erster Seelord und Baronet
1910 wurde Wilson in den aktiven Dienst zurückbeordert und übernahm als Nachfolger von Admiral of the Fleet Sir John Arbuthnot Fisher den Posten als Erster Seelord (First Sea Lord). Er war damit der ranghöchste Soldat der Royal Navy und bekleidete diese Funktion bis zu seiner Ablösung durch Admiral Sir Francis Charles Bridgeman 1911. Als solcher war er zugleich kraft Amtes Mitglied der vom Marineminister (First Lord of the Admiralty) geleiteten Kommission des Lord High Admiral. Im Anschluss trat er am 4. März 1912 endgültig in den Ruhestand. Am 8. März 1912 wurde ihm der Order of Merit (OM) verliehen.
Beim Tod seines älteren Bruders Sir Roland Knyvet Wilson, 2. Baronet, am 29. Oktober 1919 erbte dessen Adelstitel als 3. Baronet. Da er selbst unverheiratet und kinderlos blieb, erlosch der Titel bei seinem Tod 1921.